# Isolde Lachmann
Isolde Lachmann  (geb. 12. Jänner 1940 in Linz; gest. 20. April 2006 ebenda) war eine österreichische Schriftstellerin.

## Leben
Isolde Lachmann absolvierte die Höhere Bundeslehranstalt für Frauenberufe. Sie war von 1961 bis 1990 im Staatsdienst tätig. Ab 1977 war sie Mitarbeiterin der „Pallottiner“-Monatshefte, eine Publikation der spirituellen Gesellschaft des katholischen Apostolates. Lachmann arbeitete zudem als freie Mitarbeiterin beim ORF. Ab 1965 hielt sie Open-Air-Lesungen im Botanischen Garten der Stadt Linz ab. Ebenso bot sie Lesungen zu ihren Märchen an.
Literarisch schrieb Lachmann vor allem im Genre der Lyrik, insbesondere in der japanischen Gedichtform Haiku; sie verfasste aber auch Kurzprosa und Märchen, wobei sie sich in den letzten Jahren ihres Lebens vor allem mit der märchenhaft belebten Natur literarisch befasste.
Lachmann hat in diversen Zeitschriften veröffentlicht und zu zahlreichen Anthologien beigetragen. Einige ihrer Werke wurden auch in englischer, französischer, schweizerdeutscher und italienischer Sprache herausgegeben. Zwei Publikationen wurden zudem in Japan veröffentlicht.
Eva Meloun beschreibt Isolde Lachmann in ihrem Nachruf im Literarischen Zaunkönig als Künstlerin, die gerade Erlebtes sogleich literarisch umsetzte. Lachmanns Märchen und Gedichte, Haikus und Tankas geben für sie ihre Empathie und Eingebundenheit mit der Natur und der menschlichen Gefühlswelt wieder. Meloun zitiert den deutschen Dichter Rüdiger Jung, der in einer Rezension etwas Naturmystisches in Lachmanns Texten wahrnahm, das den Leser wieder zum Kind im Sinn von Hölderlin werden lasse.

## Verbindung zu Fachgesellschaften
Isolde Lachmann war Mitglied der Deutschen Haiku-Gesellschaft, der IG OÖAutoren und des Linzer Autorenkreises. Seit 1998 bestand eine Mitgliedschaft bei der Nippon – Österreichisch-Japanischen Gesellschaft.

## Auszeichnungen
- 1986: 2. Preis beim Maurus-Lindemayr-Wettbewerb des Landes Oberösterreich
- 1992: 3. Hauptpreis beim Haiku-Wettbewerb der Österreichisch-Japanischen Gesellschaft Wien
- 1996: Internationaler Haiku-Anerkennungspreis
- 2000: Anerkennungsurkunde der Stadt Linz in Würdigung kultureller Leistungen[1]

## Publikationen (Auswahl)
- Traunsee. Dreizeiler nach Art japanischer Haiku, Handdruck, St. Georgspresse, St. Georgen an der Gusen 1977.
- Du hast mich ans Licht geführt. Bildmeditation. (Fotos von  Elisabeth Fuchs-Hauffen). Fotokunst-Verlag Groh, Wörthsee; München 1982, ISBN 978-3-89008-743-6.
- Die Erde wird sichtbar. Haiku (mit Illustrationen von Eva Meloun). Edition Doppelpunkt in der Erika Mitterer Gesellschaft, 1997, ISBN 978-3-85273-048-6.
- 1998 Die Tulpentänzerin. Blumenmärchen (mit Illustrationen von Eva Meloun). Edition Doppelpunkt in der Erika Mitterer Gesellschaft, 1998, ISBN 978-3-85273-061-5.
- Wer aus mir trinkt wird ein Reh. Tanka (mit Illustrationen von Eva Meloun). Edition Doppelpunkt in der Erika Mitterer Gesellschaft, 1999, ISBN 978-3-85273-081-3.
- Eiswasser. Nixenmärchen (mit Illustrationen von Eva Meloun). Edition Doppelpunkt in der Erika Mitterer Gesellschaft, 1999, ISBN 978-3-85273-082-0.
- Das weiße Herz. Ein Engelbuch (mit Illustrationen von Eva Meloun). Edition Doppelpunkt in der Erika Mitterer Gesellschaft, 2000, ISBN 978-3-85273-097-4.
- Von Bäumen und Rosen. Gedichte und Erzählungen (mit Illustrationen von Eva Meloun). Edition Doppelpunkt in der Erika Mitterer Gesellschaft, 2005, ISBN 978-3-85273-182-7.

## Belege
1. 1 2 3 4  Susanne Blumesberger: Handbuch der österreichischen Kinder- und Jugendbuchautorinnen. Band 2. L-Z. Böhlau Verlag, Wien 2014, ISBN 978-3-205-78552-1, S. 627–628.
2. ↑  Lachmann, Isolde – Deutsche Biographie. Abgerufen am 21. Mai 2025.
3. 1 2 3 4 5  Eva Meloun: „Auferstehe in mein Herz …“. Eine Erinnerung an Isolde Lachmann. In: Erika Mitterer Gesellschaft (Hrsg.): Der literarische Zaunkönig. Band 1/2009. Wien 2009 (online [PDF]).

| Personendaten    | Personendaten                    |
| ---------------- | -------------------------------- |
| NAME             | Lachmann, Isolde                 |
| KURZBESCHREIBUNG | österreichische Schriftstellerin |
| GEBURTSDATUM     | 12. Januar 1940                  |
| GEBURTSORT       | Linz                             |
| STERBEDATUM      | 20. April 2006                   |
| STERBEORT        | Linz                             |